# Campiglossa amurensis
Campiglossa amurensis är en tvåvingeart som beskrevs av Friedrich Georg Hendel 1927. Campiglossa amurensis ingår i släktet Campiglossa och familjen borrflugor. Inga underarter finns listade.